# Der unsterbliche Lump (1953)
Der unsterbliche Lump ist eine im Handlungsverlauf etwas veränderte deutsche Verfilmung des gleichnamigen Operettenwerks von Edmund Eysler (Musik) und Felix Dörmann (Libretto)  aus dem Jahre 1953. Unter der Regie von Arthur Maria Rabenalt spielen Karlheinz Böhm, Ingrid Stenn und Heliane Bei die Hauptrollen.

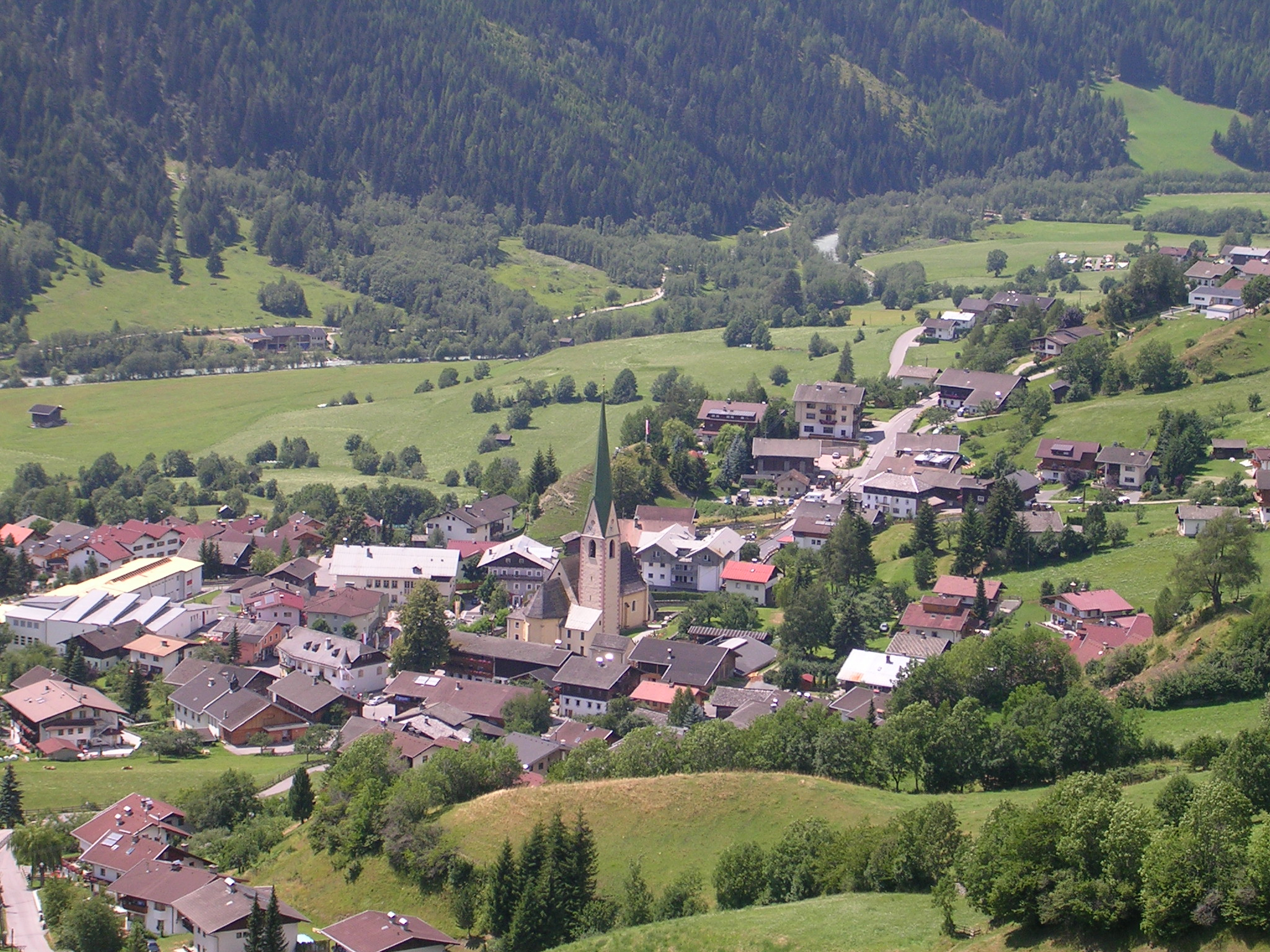
Drehort Virgen (Tirol)

## Handlung
Der junge Dorfschullehrer und begabte Komponist Hans Ritter hat ein gutes Herz, das ihm eines Tages zum Verhängnis wird. Als eines Tages draußen ein Unwetter tobt, gewährt er einem alten Bettelmusikanten und dessen minderjähriger Enkelin Unterschlupf in dem Schulgebäude. Da Ritter überdies Anna, die Tochter des Dorforganisten, liebt, zieht er sich eines Tages den Zorn des intriganten Bürgermeistersohnes, der selbst ein Auge auf das herzige Mäderl geworfen hat, zu. Der Nebenbuhler sorgt, angeblich wegen der Unterbringung des Bettelmusikanten und des kleinen Mädchens durch Hans, dafür, dass der Lehrer aus dem Schuldienst entlassen wird und daraufhin in die Fremde ziehen muss. In Wahrheit erhofft sich der Bürgermeistersohn damit bessere Karten bei Ritters Liebster.
Hans geht nach Wien und reicht dort im Rahmen eines Wettbewerbs eine von ihm komponierte Oper ein, die ein Riesenerfolg wurde. Als er erfährt, dass daheim seine Anna den intriganten Nebenbuhler geheiratet hat, verliert Ritter all sein schöpferisches Talent. Er täuscht seinen eigenen Unfalltod vor und nimmt einen neuen Namen an: Petroni. Unter diesem Pseudonym tritt er nunmehr als einfacher Klavierspieler auf. In Wien sieht Hans / Petroni die kleine Bettelmusikantenenkelin von einst, Luise Freytag, wieder, aus der eine talentierte Vortragskünstlerin geworden ist, die in Caféhäusern auftritt. Fortan wollen sie gemeinsam durch die Welt ziehen und auftreten. Als Ritter heimlich als verkleideter “unsterblicher Lump” der Einweihung eines Denkmals zu seinen Ehren in seiner Heimatgemeinde beiwohnt, kommt es zur Wiederbegegnung mit Anna. Die ist in der Zwischenzeit verwitwet …

## Produktionsnotizen
Der unsterbliche Lump entstand 1953 in Geiselgasteig bei München (Atelier) und in Virgen in Tirol (Außenaufnahmen). Der Film wurde am 18. Dezember 1953 in Freiburg und anderen Städten uraufgeführt. Die Berliner Premiere war am 18. März 1954.
Otto Lehmann hatte die Produktionsleitung, Willi Schatz und Felix Smetana gestalteten die Filmbauten.
Der 25-jährige Peter Carsten gab hier sein Filmdebüt.

## Kritiken
Der Spiegel schrieb: “Talmi-edles Rührstück, einem antiquierten Vorbild aus den dreißiger Jahren im Marlitt-Stil nachgekurbelt. Der gestrandete Künstler mit ungepflegtem Backenbart und düsterem Fliegenden - Holländer - Blick (Karlheinz Böhm) findet Erlösung in der barmherzigen Liebe einer lauteren Caféhaus-Sängerin.”
Im Lexikon des Internationalen Films heißt es knapp: „Seichtes Melodram ohne inszenatorisch Bemerkenswertes, das eine Fülle von gefühlsbetonten Ungereimtheiten abseits der Wirklichkeit bietet.“